# Bemetizid
Bemetizid ist eine chemische Verbindung aus der Gruppe der Heterocyclen und ein Diuretikum vom Thiazidtyp. Die chemische Struktur enthält unter anderem ein Aminal als funktionelle Gruppe.

## Gewinnung und Darstellung
Bemetizid wurde erstmals 1961 von John G. Topliss et al. synthetisiert. Sein Vorschlag war konsekutiver Art und bediente sich der Edukte Chloraminophenamid und 2-Phenylpropionaldehyd. Diese mussten lediglich gemeinsam in ethanolischem Chlorwasserstoff 1–2 h zum Rückfluss erhitzt werden um das Produkt zu erhalten. Zur Isolation wurde die Lösung etwas aufkonzentriert und Chloroform hinzugegeben. Dann wurde wieder aufkonzentriert bis sich ein Niederschlag bildete. Ab hier wurde die Lösung gekühlt, sodass restlicher Feststoff ausfiel und gesammelt werden konnte. Das Produkt kann aus Ethylacetat / Hexan umkristallisiert werden, um es zu reinigen.
Aus den Synthesevarianten resultiert ein Isomerengemisch.

## Stereochemie
Das Molekül enthält zwei chirale C-Atome. Somit resultieren vier verschiedene Stereoisomere.
Eine Auftrennung der Isomeren ist mittels chromatographischer Methoden möglich. Blaschke et al. fanden ein Diastereomerenverhältnis von 5:1.

## Eigenschaften
Bemetizid ist eine feste kristalline Substanz, die in zwei polymorphen Formen auftritt. Ein zwischen 224 °C und 232 °C schmelzendes Polymorph bildet lange Nadeln, das zwischen 230 °C und 236 °C schmelzende Polymorph viereckige Blättchen.
Bemetizid ist ein Diuretikum aus der Gruppe der Thiazide und bewirkt wie andere Vertreter dieser Stoffgruppe eine vermehrte Ausscheidung von Elektrolyten und damit einhergehend durch das osmotisch gebundene Wasser einen vermehrten Harnfluss. Die Wirkung entsteht im frühdistalen Nierenkanälchen durch die verringerte Rückresorption von Natrium-Ionen aus dem Tubuluslumen über die Hemmung des Na+/Cl−-Cotransporters. Die Wirkung erreicht nach etwa 2 bis 3 Stunden ihr Maximum und hält in Abhängigkeit von der Dosis 6 bis 12 Stunden an. Die terminale Halbwertszeit beträgt 3 bis 6 Stunden.

## Therapeutische Verwendung
Angewendet wird Bemetizid peroral zur Langzeitbehandlung von  Bluthochdruck, bei chronischer systolischer Herzinsuffizienz mit Flüssigkeitsretention und bei kardialen, hepatischen und nephrogenen Ödemen und wird dazu mit dem ebenfalls harntreibend wirksamen Triamteren kombiniert.

## Handelsnamen
- Kombination mit Triamteren: Dehydro comp (D)[10], Dehydro sanol tri (D)[11], Diucomb (D)[11]